# Tour della nazionale maschile di rugby a 15 della Nuova Zelanda 1985
Nel 1985 la nazionale di rugby a 15 della Nuova Zelanda affrontò un tour in Argentina.
La spedizione fu organizzata con scarso preavviso perché di fatto il Sudamerica fu un ripiego dopo che un'ingiunzione dell'Alta Corte della Nuova Zelanda aveva imposto alla NZ Rugby Union di annullare il preventuvato tour in Sudafrica, all'epoca sotto regime di apartheid.
La Unión Argentina de Rugby fu contattata dalla NZ Rugby Union ad agosto e i due organismi si accordarono per una serie di incontri da tenersi nella seconda metà di ottobre, tra cui due test match.
Le altre partite furono con le selezioni provinciali di Buenos Aires, Córdoba, Mar del Plata e Rosario, oltre che con il Club Atlético San Isidro.
Per quanto riguarda i cinque incontri infrasettimanali senza valenza di test match, gli All Blacks li vinsero tutti con scarti variabili da +13 a +63, e anche il primo dei due incontri internazionali, entrambi tenutisi allo stadio del Ferrocarril Oeste (oggi noto come stadio Etcheverri) fu appannaggio per 33-20 dagli All Blacks, ma fu il secondo test match che fece storia, almeno per gli argentini: infatti l'incontro terminò in parità 21-21 grazie ai quattro calci piazzati e ai tre drop del capitano dei Pumas Hugo Porta che pareggiò le due mete di John Kirwan, quella di Murray Mexted e quella di Craig Green arrotondate dai 5 punti al piede di Kieran Crowley.
Tale prestazione fu per 35 anni il miglior risultato di sempre dei sudamericani contro gli All Blacks fino alla vittoria per 25-15 ottenuta nel corso del Tri Nations 2020.

## Risultati

### Itest match
| Arbitro: | Kerry Fitzgerald |

|                       |      |                          |
| Cuesta Silva J. Lanza | mt   | Crowley Hobbs Kirwan (2) |
|                       | tr   | Crowley                  |
| Porta (3)             | c.p. | Crowley (4)              |
| Porta                 | drop | Fox                      |

| Arbitro: | Kerry Fitzgerald |

|           |      |                         |
|           | mt   | Kirwan (2) Mexted Green |
|           | tr   | Crowley                 |
| Porta (4) | c.p. | Crowley                 |
| Porta (3) | drop |                         |

### Gli altri incontri
| Arbitro: | Efraim Sklar |

|         |      |                 |
| Imizcoz | mt   | Kirwan Shaw (2) |
| Imizcoz | tr   | Crowley (2)     |
| Imizcoz | c.p. | Crowley (2)     |

| Arbitro: | Marcelo Firpo |

|            |      |                       |
|            | mt   | Green (2) Kirk Mexted |
|            | tr   | B. Deans (3)          |
| Baetti (3) | c.p. | B. Deans (2)          |

| Arbitro: | Douglas Ker |

|              |      |                          |
| Gómez Madero | mt   | Kirwan (2) Mexted Robins |
| Patrono      | tr   | Crowley (3)              |
| Patrono      | c.p. | Crowley (2)              |

| Arbitro: | Raul Freire |

|         |      |                                                                                  |
| Calviño | mt   | Green (2) Hobbs McDowall Pokere (2) Robins (2) Shelford (2) W. Taylor A. Whetton |
| Gotusso | tr   | R. Deans (9)                                                                     |
| Gotusso | c.p. | R. Deans (2)                                                                     |

| Arbitro: | José Rolandi |

|          |      |                                                             |
|          | mt   | Clamp (3) Hobbs Pokere Shelford W. Smith (2) A. Whetton (2) |
|          | tr   | R. Deans (5)                                                |
| Amor (2) | c.p. | R. Deans (2)                                                |